# SITE Intelligence Group
SITE Intelligence Group — американская компания, которая отслеживает онлайн деятельность организаций-сторонников превосходства белых и исламистских террористов. Базируется в Бетесде, Мэриленд. С 2002 по 2008 год SITE Intelligence Group была известна как SITE Institute. Возглавляет организацию израильский аналитик Рита Кац. 
Для просмотра содержимого веб-сайта компании частный пользователь, правительство или компания должны подписаться на SITE Intelligence Group. 
2 сентября 2014 года SITE отправил видео обезглавливания Стивена Сотлоффа своим подписчикам до того, как Исламское государство выпустило видео.

## Внешние ссылки
- siteintelgroup.com — официальный сайт SITE Intelligence Group
- Профиль Архивная копия от 22 октября 2019 на Wayback Machine в New Yorker